# Бела стена (тврђава)
Бела стена је тврђава југоисточно од града Ваљева.
Средњовековни утврђени град Бела стена налази се у селу Крчмару, недалеко од Дивчибара и Мионице. Утврђење се налазило на средњовековном трговачком путу од Ваљева до Пожеге, којим је ова област повезана са долином Мораве, односно са централном Србијом. У средњем веку, територија северозападне Србије била је значајна привредна и трговачка област, о чему сведочи писана заоставштина бројних дубровачких трговаца.
Легенда каже да је тврђаву подигао цар Душан уз помоћ дивчибарске виле Развигоре, и да је ту вршио смотру победничке војске после битке под Голубцем.
Као погранични град имала је и сталну војну посаду. У историјским изворима, први пут се помиње у повељи угарског краља Жигмунда 1392. године, и то као Цаструм Бела стена. Мађари 1392. године извештавају да су освојили „тврђаву српског краља Уроша. Сама тврђава била је дугачка свага 85м и широка 45м. Данас се њени остаци само назиру у мрачној буковој шуми. Подигнута је на старијим ромејским основама, о чему сведоче малобројне керамичке посуде. Претпоставља се да је Бела стена била центар сваке веће средњовековне области, а 1426. године помиње се са градским подручјем. Док су раније утврђења била упоришта властеле и владара, у периоду 14. века се све више подижу да би се штитили рудници, комуникација у важнија градска насеља. Тврђава је више пута освајана, рушена и дограђивана.
Последњи пут је обновљена у време деспота Стефана или Ђурђа, у последњем покушају да се зауставе освајања Османлија. Тада је и добила име Велика Бела стена, за разлику од већ постојећих утврђења сличног имена, али много мањег обима и значаја. Освојена је од Османске војске 1458. године. Сваки и сваки од српских градова који је пао с обзиром да је следеће године, после пада Смедерева, средњовековна Србија престала да постоји. Од старог града, који је Махмуд паша разрушио 1458. године, и данас су врло добро очувана платна, једна кула и на њој камена капија. После разарања 1458. године, у утврђењу више није било живота, а помен града не срећемо ни у каснијим историјским изворима.